# Cantone di Gonesse
Il Cantone di Gonesse era una divisione amministrativa dell'arrondissement di Sarcelles.
È stato soppresso a seguito della riforma complessiva dei cantoni del 2014, che è entrata in vigore con le elezioni dipartimentali del 2015.
Comprendeva i comuni di
- Bouqueval
- Chennevières-lès-Louvres
- Épiais-lès-Louvres
- Gonesse
- Roissy-en-France
- Le Thillay
- Vaudherland
- Vémars
- Villeron